# Wir Kinder vom Bahnhof Zoo (série de televisão)
Wir Kinder vom Bahnhof Zoo é uma série de televisão alemã que estreou em 19 de fevereiro de 2021 no Prime Video. É uma adaptação do livro homônimo sobre Christiane F.. O livro foi adaptado em série e roteirizado por Annette Hess, e Philipp Kadelbach dirigiu todos os episódios.

## Enredo
A trama de Wir Kinder vom Bahnhof Zoo é centrada na vida de seis jovens que participam da cena de tráfico de drogas e discotecas, retratando o modo como estes buscam diversão e fuga nos subúrbios de Berlim nos anos 70. Os personagem principais, todos biográficos, são Stella, Axel, Christiane, Benno, Babsi e Michi.

## Adaptação e produção

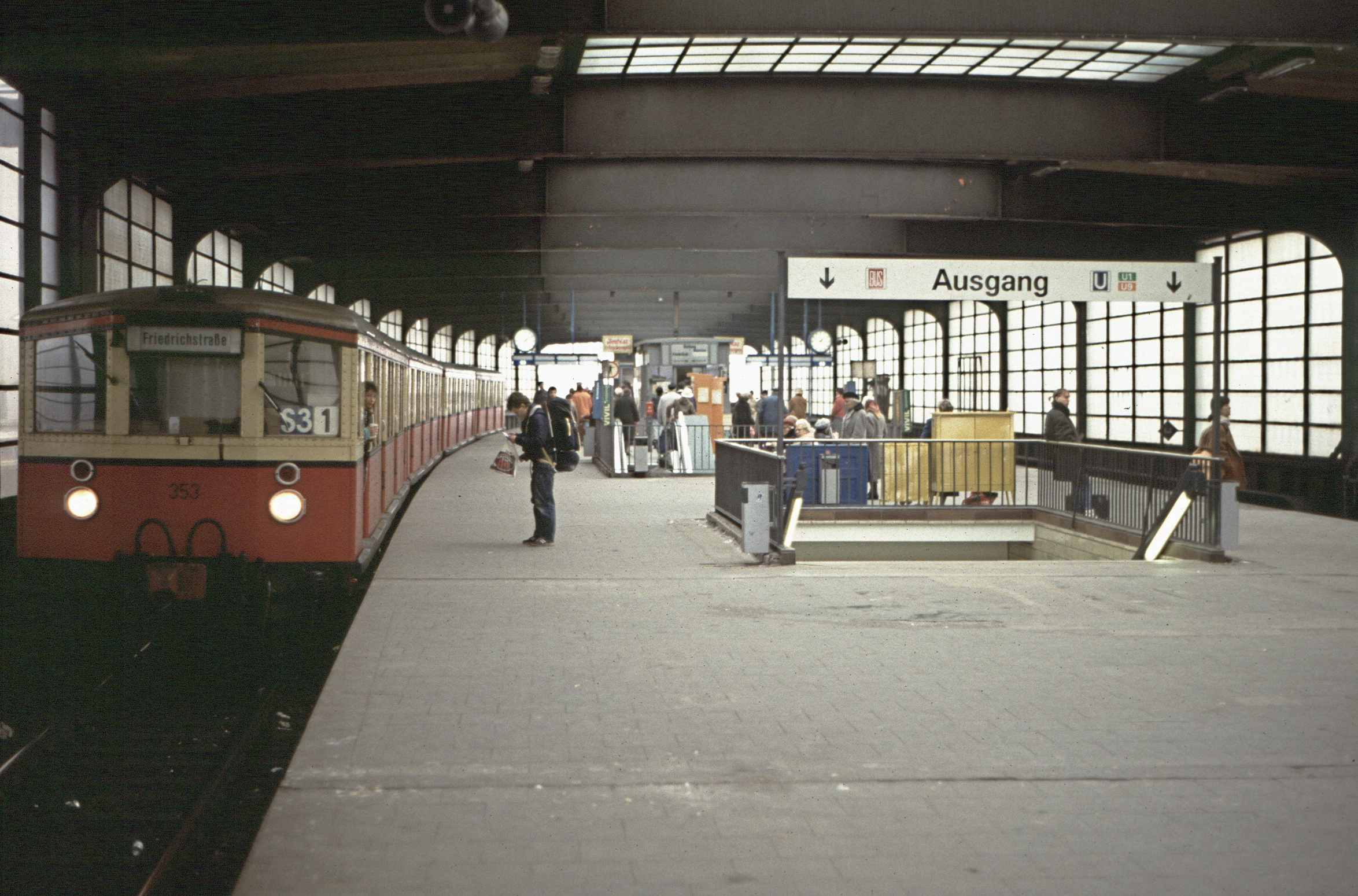
A estação Bahnhof Zoo em Berlim (1988)

Em Berlim, nas décadas de 1970 e 1980, a estação Bahnhof Zoo era um espaço social bastante frequentado por jovens. Particularmente a parte de trás da estação ferroviária, na Jebensstraße, era considerada um ponto de encontro para a cena de drogas e prostituição.  A série é uma adaptação moderna do livro homônimo sobre Christiane F., um livro biográfico publicado em 1978. Foi um dos livros de não ficção mais vendidos do período pós-guerra, permanecendo na lista dos mais vendidos da Spiegel por 18 meses; e em 1981 recebeu uma adaptação cinematográfica com David Bowie no elenco e trilha sonora.
Wir Kinder vom Bahnhof Zoo é uma coprodução internacional da Constantin Television e Amazon. A Wilma Film (República Checa) e Cattleya (Itália) também são creditadas como coprodutoras. O orçamento da série contou com apoio de um milhão de euros do FilmFernsehFonds Bayern.
A série foi roteirizada por Annette Hess, que já havia trabalhado na adaptação de Ku'damm 56 (2016), e Philipp Kadelbach foi diretor de todos os oito episódios.

## Elenco
O elenco foi anunciado em outubro de 2019. A série aborda a história de seis jovens e o modo como buscam felicidade em um ambiente marcado por drogas e prostituição. Os personagens principais são interpretados por Lena Urzendowsky (Stella), Jeremias Meyer (Axel), Jana McKinnon (Christiane), Michelangelo Fortuzzi (Benno), Lea Drinda (Babsi) e Bruno Alexander (Michi).
| Ator/Atriz            | Personagem        |
| --------------------- | ----------------- |
| Lena Urzendowsky      | Stella            |
| Michelangelo Fortuzzi | Benno             |
| Jana McKinnon         | Christiane        |
| Lea Drinda            | Babsi             |
| Jeremias Meyer        | Axel              |
| Bruno Alexander       | Michi             |
| Bernd Hölscher        | Günther Breitweg  |
| Ralf Dittrich         | Avô de Christiane |
| Angelina Häntsch      | Karin             |
| Sebastian Urzendowsky | Robert            |

| Ator/Atriz          | Personagem   |
| ------------------- | ------------ |
| Andreas Anke        | Paulchen     |
| Mariella Aumann     | Hildegard    |
| Ulrich Brandhoff    | Sr. Liebmann |
| Marko Dyrlich       | Frank        |
| Hendrik Heutmann    | Magnus       |
| Tonio Arango        | Tristan      |
| Hans-Heinrich Hardt | Horst Radzun |
| Nico Ramon Kleemann | Uwe          |
| Bom sendel          | Mareike      |
| Heath Simon         | Luise        |
| Detlef Bothe        | Detlef       |

## Filmagem e estreia
A série foi filmada entre de julho de 2019 e fevereiro de 2020; os locais de filmagem são em Praga e Berlim. Na capital alemã, cenas foram gravas na estação homônima, no Metro de Berlim e na quadra projetada Gropiusstadt.
O primeiro trailer foi lançado em dezembro de 2020. Em 19 de fevereiro de 2021, a série estreou na Alemanha, Áustria e Suíça no serviço de streaming pago da Amazon, o Prime Video.